# 鲍勃·肯尼
罗伯特·厄尔·“鲍勃”·肯尼（英語：Robert Earl "Bob" Kenney，1931年6月23日—2014年10月27日），美国男子篮球运动员，曾代表美国国家队参加1952年夏季奥林匹克运动会男子篮球比赛，并获得金牌。